# 남동구청역
남동구청(인천도시공사)역(Namdong-gu Office(Incheon City Corporation)Station, 南洞區廳(仁川都市公社)驛)은 인천광역시 남동구 만수동에 위치한 인천 도시철도 2호선의 전철역이다. 이 역부터 아시아드경기장역까지 지하 구간이다.

## 역사
- 2015년 10월 5일 : 남동구청역으로 역명 결정[1]
- 2016년 7월 30일 : 인천 도시철도 2호선 개통과 함께 영업 개시[2]

## 역명의 유래
역명은 인근에 있는 남동구청에서 유래되었다. 그러나 이 역에서 남동구청은 약 540m 정도 떨어져 있다.부역명이 전병원으로 붙은적도 있고,지금은 인천도시공사로 변경되었다.

## 역 구조
2면 2선의 상대식 승강장을 가진 지하역이다. 스크린도어가 설치되어 있다.

### 승강장
| 만수 ↑       |
| \| 상        |
| ↓ 인천대공원 |

| 상행 | ● 인천 도시철도 2호선 | 주안·석남·서구청·아시아드경기장·검암·검단오류 방면 |
| 하행 | ● 인천 도시철도 2호선 | 인천대공원·운연 방면                               |

- 대합실을 통해 반대편 승강장으로 이동이 가능하다.

## 역 주변
| 나가는 곳 | 방면 |
| --------- | --- |
| 1         | 건설기술교육원 만수1동행정복지센터 만수1치안센터 문일여자고등학교 건설기술교육원                                                 |
| 2         | 인천동부교육지원청 만성중학교 인천만수1동우체국 인천장수초등학교 인천YMCA만수종합사회복지관                                      |
| 3         | 인천만수고등학교 대덕어린이공원 인천도시공사 남동장애인종합복지관 만수6동 행정복지센터 인천만수6동우체국 만월지구대 인천청선학교 |
| 4         | 인천만수초등학교 남동구청 만수1동어린이공원 담방근린공원 남동구보건소 남동구의회 남동복지관                                      |

## 사진

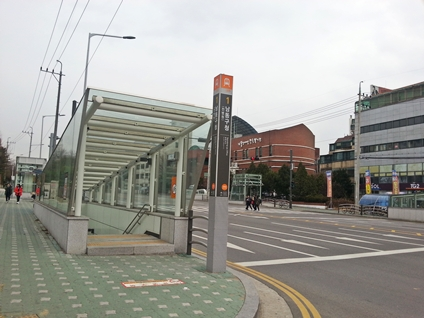
1번 출입구
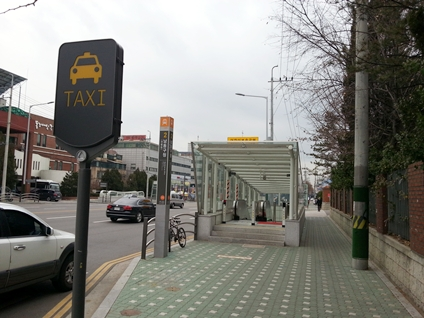
2번 출입구
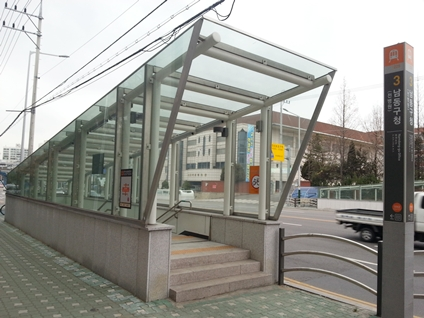
3번 출입구
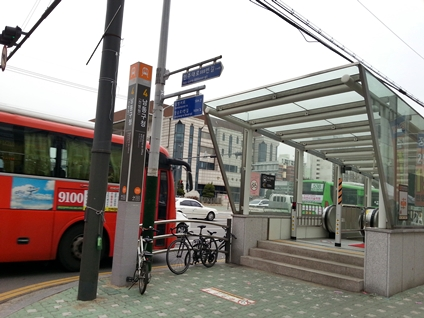
4번 출입구

## 인접한 역
| 인천 도시철도 2호선     | 인천 도시철도 2호선   | 인천 도시철도 2호선       |
| ----------------------- | --------------------- | ------------------------- |
| I224 만수 검단오류 방면 | ● 인천 도시철도 2호선 | I226 인천대공원 운연 방면 |